# Tonge (Kent)
Tonge is een civil parish in het bestuurlijke gebied Swale, in het Engelse graafschap Kent.

## Foto's

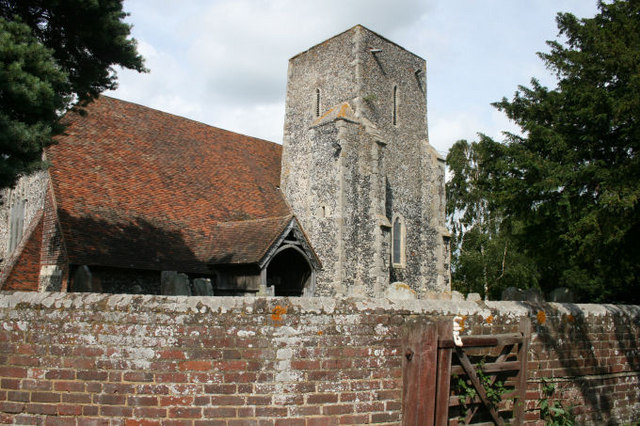
Kerk
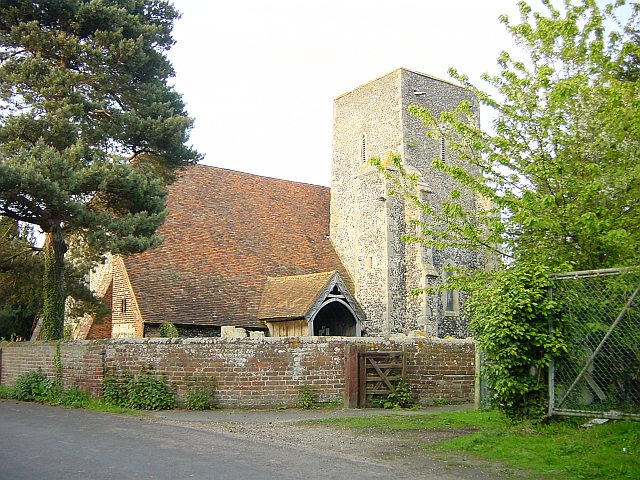
Kerk